# عبد الرحمن الجليلي
عبد الرحمن بن أمين بك الجليلي هو اقتصادي عراقي ولد في الموصل سنة 1914، شغل مناصب مختلفة خلال العهد الملكي في العراق.

## سيرته الدراسية
أكمل الابتدائية والمتوسطة والإعدادية في الموصل، ثم سافر إلى مصر، ودخل كلية الحقوق في جامعة فؤاد الأول (القاهرة فيما بعد)، وتخرج فيها سنة 1936. ثم ،اصل دراسته العليا في القانون العام فنال دبلوما في القانون، ودبلوما في الاقتصاد، وعد الدبلومان مساويين لشهادة الماجستير، وهذا ما أتاح له إكمال الدكتوراه عن أطروحته الموسومة «النظام النقدي في العراق» والتي قدمها سنة 1946 بإشراف الدكتور عبد الحليم الرفاعي.

## مناصبه
بعد عودته للعراق، عمل مدرسا لمادة الاقتصاد والمالية العامة في كليتي الحقوق والتجارة. كما انتدب للعمل في معهد الدراسات العربية العالية (معهد البحوث والدراسات العربية حاليا) سنة 1956.
انتخب نائبا عن لواء الموصل 1948 واستقال مع نواب المعارضة 1950. اشترك في تأسيس حزب الجبهة الشعبية المتحدة عام 1951 ثم أصبح الأمين العام للحزب، وانتخب مرة ثانية نائبا عن الموصل سنة 1953.
شغل منصب وزير الاقتصاد في وزارة محمد فاضل الجمالي الأولى عام 1953، كما شغل منصب عضو في مجلس الإعمار منذ عام 1956 حتى نهاية العهد الملكي في 14 تموز 1958.
ترك العراق بعد ثورة 14 تموز 1958 وسقوط النظام الملكي، وسافر إلى المملكة العربية السعودية، واستقر في الرياض، وقام بالتدريس في جامعة الملك سعود، وتوفي سنة 1995.

## مؤلفاته
من مؤلفاته:
- النظام النقدي في العراق.
- مبادئ في الاقتصاد، الجزء الأول 1947.
- محاضرات في اقتصاديات العراق. ألقيت بدعوة من المعهد الدراسات العربية.
- مبادئ الاقتصاد السياسي، بالاشتراك مع الدكتور جابر جاد عبد الرحمن رئيس قسم الاقتصاد في بغداد والقاهرة ثم رئيسا لجامعة القاهرة
- الإعمار في العراق، وهو كتاب في التخطيط والتنمية الاقتصادية
- كتاب في مبادئ علم المالية العامة.
- الملك غازي وقاتلوه.
- تملك الأموال وتدخل الدولة في الإسلام
- تأثير العراق في أحداث الشرق الأوسط في القرن الثامن عشر وعلاقته بالإمبراطوريتين العثمانية والإيرانية.

كما ترجم عن الإنجليزية كتاب «حصار الموصل والعلاقات العثمانية الفارسية 1718-1743» لمؤلفه الأستاذ الدكتور روبرت أولسن، الأستاذ بجامعة كنتاكي.
ومن مؤلفاته الأخرى الجاهزة للطبع:
- شاهد على أحداث المنطقة العربية
- صفحات مهمة من تاريخ العراق الإسلامي والحديث